# Ptychopyxis plagiocarpa
Ptychopyxis plagiocarpa là một loài thực vật có hoa trong họ Đại kích. Loài này được Airy Shaw miêu tả khoa học đầu tiên năm 1960.